# سمك يافع
الأسماك اليافعة تمر بين فترات الفقس والبلوغ بمراحل مختلفة. تبدأ المرحلة الأولى سرءًا يفقس ليتحول إلى المرحلة التالية، وهي مرحلة اليرقات. اليرقات غير قادرة على أن إطعام نفسها، ولكنها تحمل كيس محّي يسمى كيس الصفار يرتبط بأجسامها في الجانب البطني خلال هذه المرحلة يوفر الغذاء اللازم لنموها. وبإختفاء الكيس المحي تماماً تصبح هذه الأسماك اليافعة قادرة على إطعام نفسها. لاحقاً، وعندما يتطور نموها إلى المرحلة التي تصبح فيها هذه الأسماك قادرة على إطعام نفسها، حينها تسمى بـالأسماك الصغيرة. بعد ذلك، في مرحلة تالية، وعندما تنو وتتطور أكثر وتصبح لها قشور وزعانف تكون قد أكملت مرحلة اليفوع كأسماك يافعة وأسماك صغيرة ولذلك، تنتقل إلى مرحلة انتقالية جديدة تسمى الإصبعيات. وعادة ما تكون الإصبعيات بحجم الأصابع لذلك سمّيت خلال هذه المرحلة بهذا الاسم. تستمر الأسماك في هذه المرحلة (مرحلة الاصبعيات) بالنمو والتطور حتى تناهز أو تقترب من مرحلة البلوغ، وعندها تكتمل نمو الأسماك وتنضج جنسياً تصبح قادة على التفاعل الفسيولوجي مع الأسماك البالغة الأخرى.

## مراحل النمو
عوالق الأسماك هي بطرخ ويرقات الأسماك. توجد عادة في المنطقة المضاءة بنور الشمس ضمن عمود الماء، والتي يصل عمقها إلى أقل من 200 متر، وأحياناً تسمى هذه المنطقة بالمنطقة السطحية أو الضوئية. عوالق الأسماك هي عوالق، أي أنها تكون هائمة ولا تستطيع السباحة بفعالية بقدرتها الخاصة حيث أنها تنجرف مع التيارات البحرية. ليس لسرء السمك القدرة على السباحة على الإطلاق، لذلك تصنّف عوالق تصنيفًا لا لبس فيه. تسبح يرقات المرحلة المبكرة بشكل سيئ، لكن اليرقات في المراحل المتأخرة تسبح بقدرة أفضل، وعندها لا تُعرف كعوالق لأنها تنمو لتصبح أسماك يافعة. تعد يرقات الأسماك جزءاً من العوالق الحيوانية التي تأكل العوالق الأصغر منها في الحجم، بينما يحمل سرء السمك الإمدادات الغذائية الخاصة به. كل من السرء واليرقات تأكلها الحيوانات الكبيرة. 

## طالع المزيد

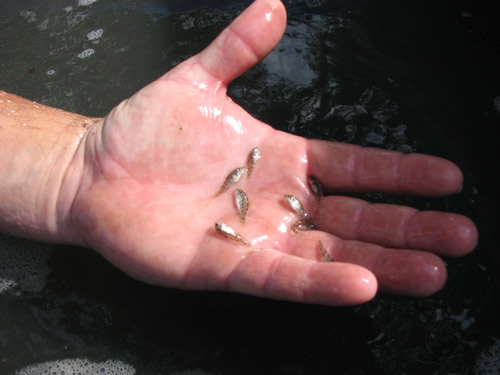
الأسماك اليافعة لن تكون بحاجة إلى أن تعتمد على الكيس المحّي وتصبح قادرة على إطعام نفسها

- بطرخ
- سرء